# Droga pieszo-rowerowa

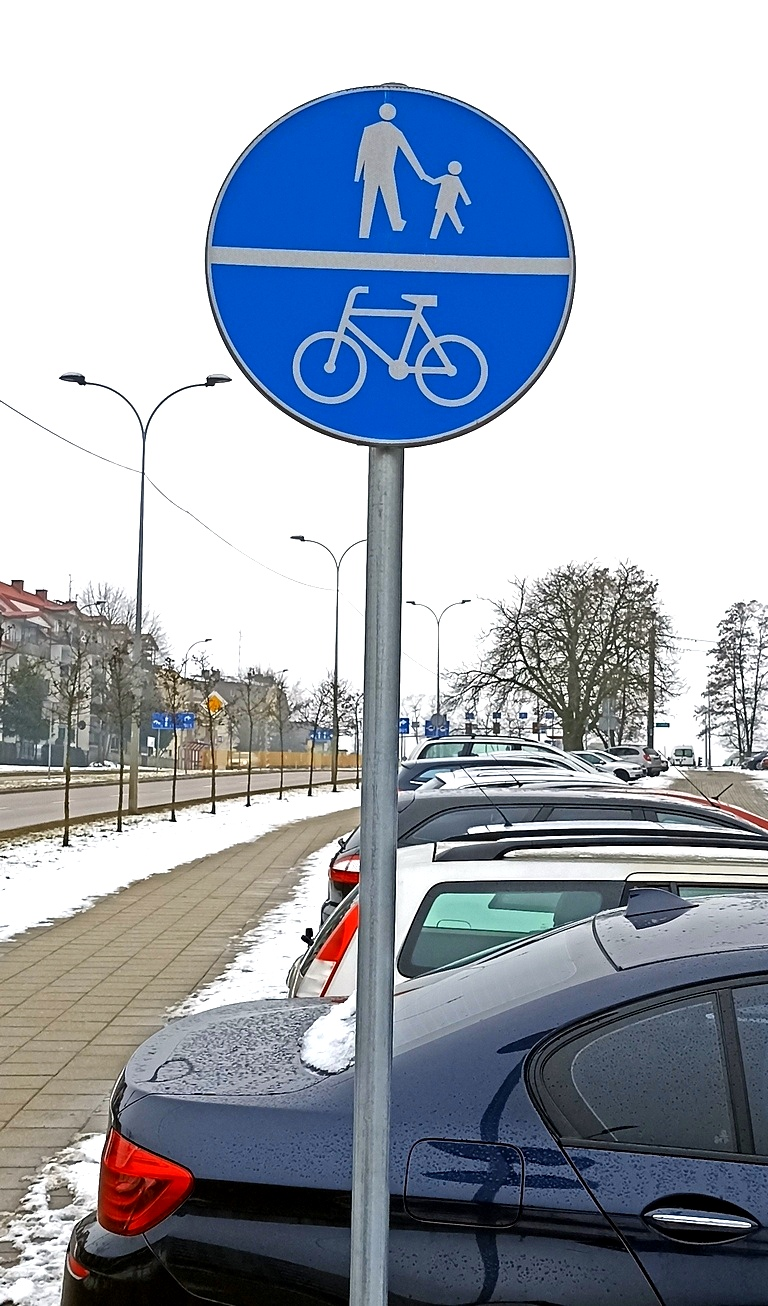
Znak C13-16 z podziałem poziomym

Droga pieszo-rowerowa – określenie stosowane w dokumentacji technicznej w budownictwie drogowym, rodzaj infrastruktury rowerowej użytkowanej wspólnie przez pieszych i rowerzystów (ścieżki pieszo-rowerowej), gdzie nie stosuje się segregacji ruchu uczestników. Jest to część ulicy (drogi), w pasie której znajduje się chodnik przeznaczony do wspólnego użytkowania przez pieszych i rowerzystów na całej jego szerokości.
Drogi pieszo-rowerowe lokalizowane są w przypadkach, gdy istnieje natężony ruch pieszych i rowerzystów, a warunki przestrzenne uniemożliwiają wybudowanie wydzielonej drogi rowerowej lub sąsiadującej z chodnikiem ścieżki rowerowej dla utworzenia ciągu pieszo-rowerowego.
Od ciągu pieszo-rowerowego, oznakowanego dwoma wersjami znaku nakazu C13-16 z podziałem pionowym, droga pieszo-rowerowa odróżnia się brakiem segregacji ruchu uczestników na całej jej szerokości. Obydwa te rodzaje szlaków komunikacyjnych podlegają regulacji art. 33 ustawy Prawo o ruchu drogowym, jako droga dla rowerów i pieszych.
Po drodze dla pieszych i rowerzystów, oznakowanej jedną z dwóch wersji znaku nakazu C13-16 z podziałem poziomym (rower na dole tablicy – piesi na górze, lub odwrotnie), rowerzysta może poruszać się dowolną stroną. Dla zachowania bezpieczeństwa zaleca się trzymanie prawej krawędzi drogi. Niedopuszczalna jest jazda po całej szerokości chodnika i lawirowanie pomiędzy pieszymi. Rowerzysta musi ustępować pierwszeństwa pieszym.